# いりやまさとし
いりやま さとし（1958年 - ）は、日本の映像作家、イラストレーター。東京都生まれ。

## 作成作品一覧

### みんなのうた
- ◆は5分間1曲枠の楽曲。
- おやすみ / 岩谷ホタル（2011年6月・7月放送）